# Рашонґ
Рашонґ (пол. Rasząg, нім. Raschung) — село в Польщі, у гміні Біскупець Ольштинського повіту Вармінсько-Мазурського воєводства.
Населення — 379 осіб (2011).

## Демографія
Демографічна структура станом на 31 березня 2011 року:
|          | Загалом | Допрацездатний вік | Працездатний вік | Постпрацездатний вік |
| -------- | ------- | ------------------ | ---------------- | -------------------- |
| Чоловіки | 186     | 36                 | 136              | 14                   |
| Жінки    | 193     | 45                 | 124              | 24                   |
| Разом    | 379     | 81                 | 260              | 38                   |